# Le Pont-Chrétien-Chabenet
Le Pont-Chrétien-Chabenet is een gemeente in het Franse departement Indre (regio Centre-Val de Loire). De plaats maakt deel uit van het arrondissement Châteauroux. In de gemeente ligt spoorwegstation Chabenet. Le Pont-Chrétien-Chabenet  telde op 1 januari 2022 934 inwoners.

## Geografie
De oppervlakte van Le Pont-Chrétien-Chabenet bedroeg op 1 januari 2022 9,03 vierkante kilometer; de bevolkingsdichtheid was toen 103,4 inwoners per km².

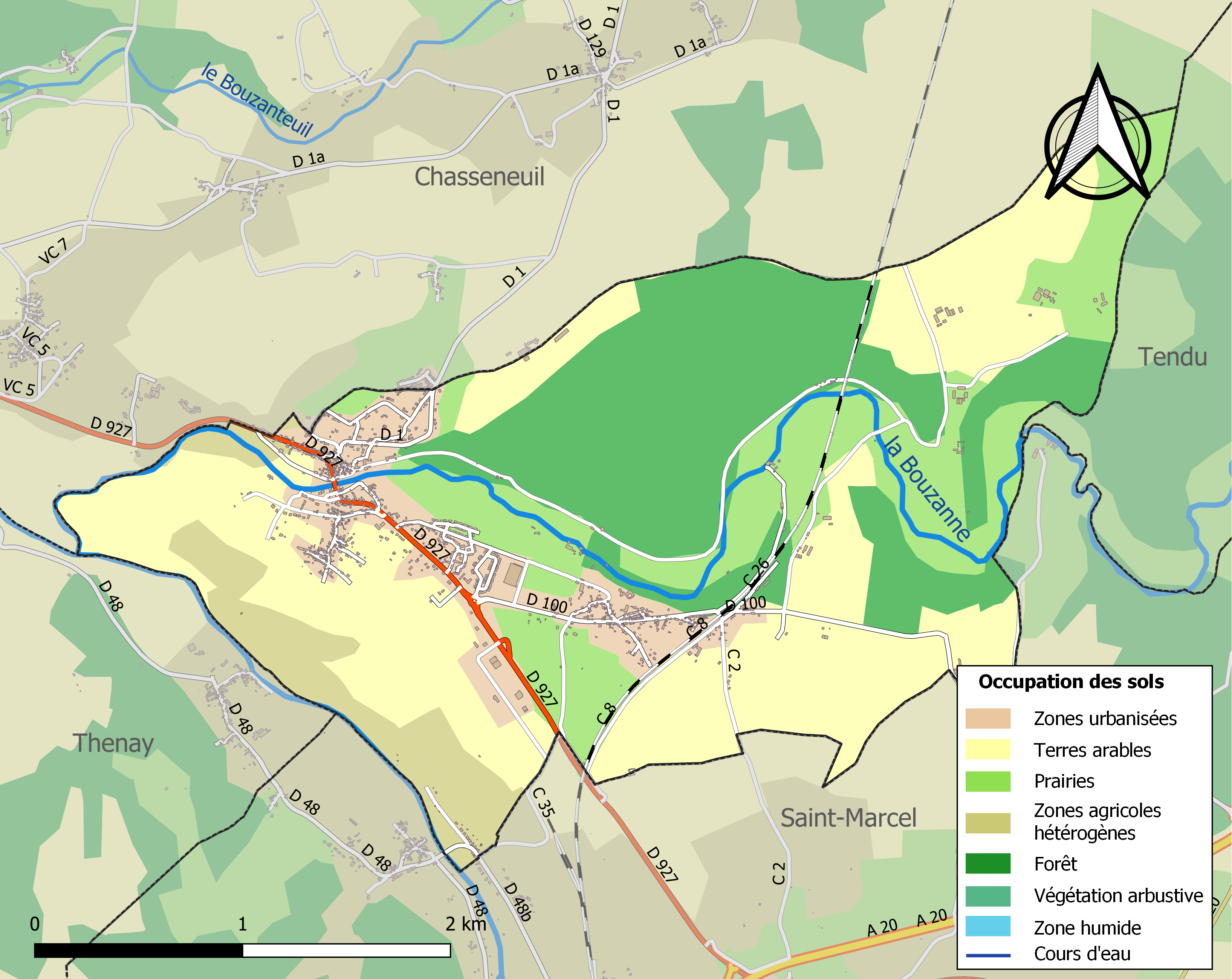
Kaart van de gemeente met belangrijkste infrastructuur, bodemgebruik en omliggende gemeenten

## Demografie
Onderstaande figuur toont het verloop van het inwonertal (bron: INSEE-tellingen).